# Villa Silvestrella
Villa Silvestrella, o semplicemente La Silvestrella, è una residenza storica dell'Aquila.

## Storia
La villa venne progettata ed eretta nei primi decenni del XX secolo, probabilmente intorno al 1915, per volere della famiglia Palitti.
L'area in questione — una vasta zona verde tra le mura dell'Aquila ed l'asse decumanico di via Garibaldi — era in quel periodo sottoposta ad un intenso processo di rinnovamento urbanistico che porterà all'apertura, nel 1933, della circonvallazione di viale Duca degli Abruzzi; alla scomparsa di alcuni antichi insediamenti religiosi, come la chiesa di San Benedetto di Arischia, si assiste ad una rapida urbanizzazione, a scopo residenziale, degli isolati.
La Silvestrella è pressoché coeva della vicina Villa Masci (posta su viale Duca degli Abruzzi) e di poche altre abitazioni in stile liberty realizzate all'Aquila; a differenza degli altri, tuttavia, la villa mantiene un significativo rapporto con il boschetto circostante, estraniandosi in maniera marcata dall'impianto urbano della città ed è sottoposta a vincolo a partire dal 1939. La villa si è conservata poi nei decenni successivi senza alcuna modifica della struttura originaria.
L'edificio ha subito danneggiamenti dal terremoto dell'Aquila del 2009 in seguito al quale è stato sottoposto ad un intervento di restauro e isolamento sismico che si è concluso nel 2015.

## Descrizione
Villa Silvestrella è un raro esempio di architettura eclettica, una corrente artistica che si mostra in tono minore in Abruzzo. Ai caratteri propriamente liberty, si affiancano motivi sette-ottocenteschi che rimandano all'architettura neorinascimentale — come, ad esempio, il portico — e soprattutto neogotica.
L'edificio presenta una pianta articolata ed irregolare con il fronte posto verso la strada che rappresenta in realtà il prospetto laterale e la facciata principale, volta verso nord, in direzione della cinta muraria, caratterizzata da un grazioso porticato a cinque arcate a tutto sesto.
Di particolare interesse è la ripida copertura che, insieme alle vetrate decorate con motivi Jugendstil e con l'innesto delle torrette, rimanda all'architettura neogotica d'inizio secolo; in questo ambito, appare evidente l'ispirazione della Villa Fallet di Le Corbusier (1905).
Con il restauro successivo al terremoto del 2009, la villa è stata dotata di una struttura di fondazione caratterizzata, alla base, dalla presenza di 25 isolatori elastometrici e 23 isolatori scorrevoli multidirezionali. Sono state inoltre riportate in auge le colorazioni originarie dell'edificio.